# Jeorjos Wakuftsis
Jeorjos (Jorgos) Wakuftsis (ur. 30 stycznia 1980 roku w Trikali) – grecki piłkarz, występujący na pozycji napastnika.